# Actinopus
Actinopus is een geslacht binnen de orde van de spinnen en de familie muisspinnen. De spinnen zijn vrij gevaarlijk door hun neurotoxisch gif. Alle soorten komen in Midden- en Zuid-Amerika voor (voornamelijk Panama, Argentinië en Brazilië).
De naam Actinopus is afgeleid van het Griekse aktis (straal) en pous (poot).

## Soorten
Het geslacht kent de volgende soorten:
- Actinopus anselmoi Miglio, Pérez-Miles & Bonaldo, 2020
- Actinopus apalai 	Miglio, Pérez-Miles & Bonaldo, 2020
- Actinopus Apia as Miglio, Pérez-Miles & Bonaldo, 2020
- Actinopus argenteus Ríos-Tamayo & Goloboff, 2018
- Actinopus ariasi Ríos-Tamayo & Goloboff, 2018
- Actinopus azaghal Miglio, Pérez-Miles & Bonaldo, 2020
- Actinopus balcarce Ríos-Tamayo & Goloboff, 2018
- Actinopus bocaina Miglio, Pérez-Miles & Bonaldo, 2020
- Actinopus buritiensis Miglio, Pérez-Miles & Bonaldo, 2020
- Actinopus candango Miglio, Pérez-Miles & Bonaldo, 2020
- Actinopus caraiba (Simon, 1889)
- Actinopus castelo Miglio, Pérez-Miles & Bonaldo, 2020
- Actinopus casuhati Ríos-Tamayo & Goloboff, 2018
- Actinopus caxiuana Miglio, Pérez-Miles & Bonaldo, 2020
- Actinopus clavero Ríos-Tamayo & Goloboff, 2018
- Actinopus coboi Ríos-Tamayo, 2019
- Actinopus cochabamba Ríos-Tamayo, 2016
- Actinopus concinnus Miglio, Pérez-Miles & Bonaldo, 2020
- Actinopus confusus Miglio, Pérez-Miles & Bonaldo, 2020
- Actinopus cordobensis Ríos-Tamayo & Goloboff, 2018
- Actinopus cornelli Miglio, Pérez-Miles & Bonaldo, 2020
- Actinopus coylei Ríos-Tamayo & Goloboff, 2018
- Actinopus crassipes (Keyserling, 1891)
- Actinopus cucutaensis Mello-Leitão, 1941
- Actinopus dioi Miglio, Pérez-Miles & Bonaldo, 2020
- Actinopus dubiomaculatus Mello-Leitão, 1923
- Actinopus ducke Miglio, Pérez-Miles & Bonaldo, 2020
- Actinopus echinus  Mello-Leitão, 1949
- Actinopus emas  Miglio, Pérez-Miles & Bonaldo, 2020
- Actinopus excavatus  Ríos-Tamayo & Goloboff, 2018
- Actinopus fernandezi  Ríos-Tamayo, 2019
- Actinopus fractus  Mello-Leitão, 1920
- Actinopus gerschiapelliarum  Ríos-Tamayo & Goloboff, 2018
- Actinopus goloboffi  Ríos-Tamayo, 2014
- Actinopus guajara  Miglio, Pérez-Miles & Bonaldo, 2020
- Actinopus harti  Pocock, 1895
- Actinopus harveyi  Miglio, Pérez-Miles & Bonaldo, 2020
- Actinopus hirsutus Miglio, Pérez-Miles & Bonaldo, 2020
- Actinopus indiamuerta 	Ríos-Tamayo & Goloboff, 2018
- Actinopus insignis (Holmberg, 1881)
- Actinopus ipioca  Miglio, Pérez-Miles & Bonaldo, 2020
- Actinopus itacolomi  Miglio, Pérez-Miles & Bonaldo, 2020
- Actinopus itapitocai  Miglio, Pérez-Miles & Bonaldo, 2020
- Actinopus itaqui  Miglio, Pérez-Miles & Bonaldo, 2020
- Actinopus jaboticatubas  Miglio, Pérez-Miles & Bonaldo, 2020
- Actinopus jamari  Miglio, Pérez-Miles & Bonaldo, 2020
- Actinopus laventana  Miglio, Pérez-Miles & Bonaldo, 2020
- Actinopus lomalinda  Miglio, Pérez-Miles & Bonaldo, 2020
- Actinopus longipalpis  C. L. Koch, 1842
- Actinopus lucasae  Sherwood & Ríos-Tamayo, 2023
- Actinopus magnus  Ríos-Tamayo & Goloboff, 2018
- Actinopus mairinquensis  Miglio, Pérez-Miles & Bonaldo, 2020
- Actinopus mesa  Miglio, Pérez-Miles & Bonaldo, 2020
- Actinopus nattereri (Doleschall, 1871)
- Actinopus nigripes (Lucas, 1834)
- Actinopus obidos  Miglio, Pérez-Miles & Bonaldo, 2020
- Actinopus osbournei  Miglio, Pérez-Miles & Bonaldo, 2020
- Actinopus palmar  Ríos-Tamayo & Goloboff, 2018
- Actinopus pampa  Ríos-Tamayo & Goloboff, 2018
- Actinopus pampulha  Miglio, Pérez-Miles & Bonaldo, 2020
- Actinopus panguana  Miglio, Pérez-Miles & Bonaldo, 2020
- Actinopus parafundulus  Miglio, Pérez-Miles & Bonaldo, 2020
- Actinopus paraitinga  Miglio, Pérez-Miles & Bonaldo, 2020
- Actinopus paranensis  Mello-Leitão, 1920
- Actinopus patagonia  Ríos-Tamayo & Goloboff, 2018
- Actinopus pertyi  Lucas, 1843
- Actinopus piceus (Ausserer, 1871)
- Actinopus pinhao  Miglio, Pérez-Miles & Bonaldo, 2020
- Actinopus princeps  Chamberlin, 1917
- Actinopus puelche  Ríos-Tamayo & Goloboff, 2018
- Actinopus pusillus  Mello-Leitão, 1920
- Actinopus ramirezi  Ríos-Tamayo & Goloboff, 2018
- Actinopus reycali  Ríos-Tamayo & Goloboff, 2018
- Actinopus reznori  Miglio, Pérez-Miles & Bonaldo, 2020
- Actinopus robustus (O. Pickard-Cambridge, 1892)
- Actinopus rojasi (Simon, 1889)
- Actinopus rufibarbis  Mello-Leitão, 1930
- Actinopus rufipes (Lucas, 1834)
- Actinopus scalops (Simon, 1889)
- Actinopus septemtrionalis  Ríos-Tamayo & Goloboff, 2018
- Actinopus simoi  Ríos-Tamayo, 2019
- Actinopus szumikae  Ríos-Tamayo & Goloboff, 2018
- Actinopus taragui  Ríos-Tamayo & Goloboff, 2018
- Actinopus tarsalis 	Perty, 1833
- Actinopus tasneemae  Sherwood & Pett, 2022
- Actinopus tetymapyta  Sherwood & Pett, 2022
- Actinopus trinotatus  Mello-Leitão, 1938
- Actinopus tutu  Miglio, Pérez-Miles & Bonaldo, 2020
- Actinopus urucui  Miglio, Pérez-Miles & Bonaldo, 2020
- Actinopus uruguayense  Ríos-Tamayo, 2019
- Actinopus utinga  Miglio, Pérez-Miles & Bonaldo, 2020
- Actinopus valencianus (Simon, 1889)
- Actinopus vilhena  Miglio, Pérez-Miles & Bonaldo, 2020
- Actinopus wallacei  F. O. Pickard-Cambridge, 1896
- Actinopus xenus  Chamberlin, 1917
- Actinopus xingu  Miglio, Pérez-Miles & Bonaldo, 2020